# Bilan saison par saison du MC Oran
Cet article présente le bilan saison par saison du Mouloudia Club d'Oran depuis ses débuts en compétition en 1917 jusqu'à nos jours.

## Bilan saison par saison
Le tableau suivant présente les résultats du MC Oran dans les diverses compétitions nationales et internationales depuis la saison 1917-1918, avant et après l'indépendance de l'Algérie.

### Avant l'indépendance
Le parcours du Mouloudia Club d'Oran avant l'indépendance en période de l'Algérie Française est le suivant :
| Saison | Ligue d'Oran (FFF)                           | Ligue d'Oran (FFF) | Ligue d'Oran (FFF) | Ligue d'Oran (FFF) | Ligue d'Oran (FFF) | Ligue d'Oran (FFF) | Ligue d'Oran (FFF) | Ligue d'Oran (FFF) | Ligue d'Oran (FFF) | Ligue d'Oran (FFF) | Ligue d'Oran (FFF) | Coupe d'Oranie | Coupe de France | Championnat d'Afr. du Nord | Coupe d'Afr. du Nord |
| Saison | Division                                     | Class.             | Pts                | J                  | V                  | N                  | D                  | Bp                 | Bc                 | Diff               | Buteur du Champ.   | Coupe d'Oranie | Coupe de France | Championnat d'Afr. du Nord | Coupe d'Afr. du Nord |
| --- | -------------------------------------------- | ------------------ | ------------------ | ------------------ | ------------------ | ------------------ | ------------------ | ------------------ | ------------------ | ------------------ | ------------------ | -------------- | --------------- | -------------------------- | -------------------- |
| Mouloudia Club Musulman Oranais (MCMO)                                                                                  |                                              |                    |                    |                    |                    |                    |                    |                    |                    |                    |                    |                |                 |                            |                      |
| 1916-17 | Pas de participation                         | -                  | -                  | -                  | -                  | -                  | -                  | -                  | -                  | -                  | -                  | -              | -               | -                          | -                    |
| 1917-18 | Régional                                     | -                  | -                  | -                  | -                  | -                  | -                  | -                  | -                  | -                  | -                  | -              | -               | -                          | -                    |
| 1918-19 | Régional                                     | 4e                 | -                  | -                  | -                  | -                  | -                  | -                  | -                  | -                  | -                  | 1er tour,      | -               | -                          | -                    |
| 1918-19 | Régional                                     | 4e                 | -                  | -                  | -                  | -                  | -                  | -                  | -                  | -                  | -                  | 1/2 f,         | -               | -                          | -                    |
| 1919-20 | Régional                                     | -                  | -                  | -                  | -                  | -                  | -                  | -                  | -                  | -                  | -                  | -              | -               | -                          | -                    |
| 1920-21 | Promotion                                    | -                  | -                  | -                  | -                  | -                  | -                  | -                  | -                  | -                  | -                  | -              | -               | -                          | -                    |
| 1921-22 | Promotion                                    | -                  | -                  | -                  | -                  | -                  | -                  | -                  | -                  | -                  | -                  | 2e tour        | -               | -                          | -                    |
| 1922-23 | Promotion                                    | -                  | -                  | -                  | -                  | -                  | -                  | -                  | -                  | -                  | -                  | -              | -               | -                          | -                    |
| 1923-24 | Promotion                                    | -                  | -                  | -                  | -                  | -                  | -                  | -                  | -                  | -                  | -                  | -              | -               | -                          | -                    |
| Mouloudia Hamidia Club Musulman Oranais (MHCMO)                                                                         |                                              |                    |                    |                    |                    |                    |                    |                    |                    |                    |                    |                |                 |                            |                      |
| 1924-25 | Promotion                                    | -                  | -                  | -                  | -                  | -                  | -                  | -                  | -                  | -                  | -                  | -              | -               | -                          | -                    |
| 1925-26 | Promotion                                    | -                  | -                  | -                  | -                  | -                  | -                  | -                  | -                  | -                  | -                  | -              | -               | -                          | -                    |
| 1926-27 | Promotion                                    | -                  | -                  | -                  | -                  | -                  | -                  | -                  | -                  | -                  | -                  | -              | -               | -                          | -                    |
| 1927-28 | Promotion                                    | -                  | -                  | -                  | -                  | -                  | -                  | -                  | -                  | -                  | -                  | -              | -               | -                          | -                    |
| 1928-29 | Promotion                                    | -                  | -                  | -                  | -                  | -                  | -                  | -                  | -                  | -                  | -                  | -              | -               | -                          | -                    |
| 1929-30 | Promotion                                    | -                  | -                  | -                  | -                  | -                  | -                  | -                  | -                  | -                  | -                  | -              | -               | -                          | -                    |
| 1930-31 | Promotion                                    | -                  | -                  | -                  | -                  | -                  | -                  | -                  | -                  | -                  | -                  | -              | -               | -                          | -                    |
| Mouloudia Club Oranais (MCO)                                                                                            |                                              |                    |                    |                    |                    |                    |                    |                    |                    |                    |                    |                |                 |                            |                      |
| 1931-32 | Promotion                                    | -                  | -                  | -                  | -                  | -                  | -                  | -                  | -                  | -                  | -                  | -              | -               | -                          | -                    |
| 1932-33 | Promotion                                    | -                  | -                  | -                  | -                  | -                  | -                  | -                  | -                  | -                  | -                  | -              | -               | -                          | -                    |
| 1933-34 | Promotion                                    | -                  | -                  | -                  | -                  | -                  | -                  | -                  | -                  | -                  | -                  | -              | -               | -                          | -                    |
| 1934-35 | Promotion                                    | -                  | -                  | -                  | -                  | -                  | -                  | -                  | -                  | -                  | -                  | -              | -               | -                          | -                    |
| 1935-36 | Promotion                                    | -                  | -                  | -                  | -                  | -                  | -                  | -                  | -                  | -                  | -                  | -              | -               | -                          | -                    |
| 1936-37 | Promotion                                    | -                  | -                  | -                  | -                  | -                  | -                  | -                  | -                  | -                  | -                  | -              | -               | -                          | -                    |
| 1937-38 | Promotion                                    | -                  | -                  | -                  | -                  | -                  | -                  | -                  | -                  | -                  | -                  | -              | -               | -                          | -                    |
| 1938-39 | Promotion                                    | -                  | -                  | -                  | -                  | -                  | -                  | -                  | -                  | -                  | -                  | -              | -               | -                          | -                    |
| De 1939 à 1945, le MCM Oran gèle toutes ses activités sportives et culturelles en raison de la Seconde Guerre mondiale. |                                              |                    |                    |                    |                    |                    |                    |                    |                    |                    |                    |                |                 |                            |                      |
| Saison | Ligue d'Oran (FFF)                           | Ligue d'Oran (FFF) | Ligue d'Oran (FFF) | Ligue d'Oran (FFF) | Ligue d'Oran (FFF) | Ligue d'Oran (FFF) | Ligue d'Oran (FFF) | Ligue d'Oran (FFF) | Ligue d'Oran (FFF) | Ligue d'Oran (FFF) | Ligue d'Oran (FFF) | Coupe d'Oranie | Coupe de France | Championnat d'Afr. du Nord | Coupe d'Afr. du Nord |
| Saison | Division                                     | Class.             | Pts                | J                  | V                  | N                  | D                  | Bp                 | Bc                 | Diff               | Buteur du Champ.   | Coupe d'Oranie | Coupe de France | Championnat d'Afr. du Nord | Coupe d'Afr. du Nord |
| Mouloudia Club Oranais (MCO)                                                                                            |                                              |                    |                    |                    |                    |                    |                    |                    |                    |                    |                    |                |                 |                            |                      |
| 1946-47 | District d'Oran Groupe Centre                | -                  | -                  | -                  | -                  | -                  | -                  | -                  | -                  | -                  | -                  | -              | -               | -                          | 2e Tour Rég.         |
| 1947-48 | Promotion de Première Division Groupe Centre | -                  | -                  | -                  | -                  | -                  | -                  | -                  | -                  | -                  | -                  | -              | -               | -                          | 4e Tour Rég.         |
| 1948-49 | Promotion de Première Division Groupe Centre | -                  | -                  | -                  | -                  | -                  | -                  | -                  | -                  | -                  | -                  | -              | -               | -                          | 3e Tour Rég.         |
| 1949-50 | Promotion de Première Division Groupe Centre | -                  | -                  | -                  | -                  | -                  | -                  | -                  | -                  | -                  | -                  | -              | -               | -                          | 1er Tour Rég.        |
| 1950-51 | Première Division Groupe Ouest               | -                  | -                  | -                  | -                  | -                  | -                  | -                  | -                  | -                  | -                  | -              | -               | -                          | 2e Tour Rég. (dq)    |
| 1951-52 | Première Division Groupe Ouest               | -                  | -                  | -                  | -                  | -                  | -                  | -                  | -                  | -                  | -                  | -              | -               | -                          | 2e Tour Rég.         |
| 1952-53 | Première Division Groupe Ouest               | -                  | -                  | -                  | -                  | -                  | -                  | -                  | -                  | -                  | -                  | -              | -               | -                          | 4e Tour Rég.         |
| 1953-54 | Première Division Groupe Ouest               | -                  | -                  | -                  | -                  | -                  | -                  | -                  | -                  | -                  | -                  | -              | -               | -                          | 1er Tour Rég.        |
| 1954-55 | Pomotion d'Honneur Groupe Ouest              | 7e                 | 33                 | 18                 | 5                  | 6                  | 7                  | 26                 | 34                 | -12                | -                  | -              | -               | -                          | 4e Tour Rég.         |
| 1955-56 | Pomotion d'Honneur Groupe Ouest              | 8e                 | 32                 | 18                 | 5                  | 4                  | 9                  | 26                 | 25                 | +1                 | -                  | -              | -               | -                          | 4e Tour Rég.         |
| Aucune compétition n'est jouée entre 1956 et 1962 par les clubs musulmans par ordre du FLN (Guerre d'Algérie).          |                                              |                    |                    |                    |                    |                    |                    |                    |                    |                    |                    |                |                 |                            |                      |

### Après l'indépendance
Le parcours du Mouloudia Club d'Oran après l'indépendance de l'Algérie en 1962 est le suivant :
| Saison                            | Championnat | Championnat  | Championnat | Championnat | Championnat | Championnat | Championnat | Championnat | Championnat | Championnat | Championnat                        | Coupe d'Algérie | Coupe de la Ligue | Super Coupe | Compet. Internationales | Compet. Internationales |
| Saison                            | Division    | Class.       | Pts         | J           | V           | N           | D           | Bp          | Bc          | Diff        | Buteur du Champ.                   | Coupe d'Algérie | Coupe de la Ligue | Super Coupe | Compet. Internationales | Compet. Internationales |
| --------------------------------- | ----------- | ------------ | ----------- | ----------- | ----------- | ----------- | ----------- | ----------- | ----------- | ----------- | ---------------------------------- | --------------- | ----------------- | ----------- | ----------------------- | ----------------------- |
| Mouloudia Club Oranais (MCO)      |             |              |             |             |             |             |             |             |             |             |                                    |                 |                   |             |                         |                         |
| 1962-63                           | D1-CH Ouest | 6e           | 10          | 6           | 2           | 0           | 4           | 9           | 13          | -4          | -                                  | 1/4 f           | -                 | -           | -                       | -                       |
| 1963-64                           | D1-DH Ouest | 2e           | 82          | 32          | 22          | 6           | 4           | 72          | 31          | +41         | Fréha (12 buts)                    | 1/8 f           | -                 | -           | -                       | -                       |
| 1964-65                           | D1          | 6e           | 62          | 30          | 12          | 7           | 11          | 38          | 31          | +7          | Hamida (13 buts)                   | 1/32 f          |                   | -           | -                       | -                       |
| 1965-66                           | D1          | 5e           | 62          | 30          | 13          | 6           | 11          | 42          | 36          | +6          | Hamida (8 buts)                    | 1/2 f           | -                 | -           | -                       | -                       |
| 1966-67                           | D1          | 6e           | 46          | 22          | 8           | 8           | 6           | 24          | 23          | +1          | Fréha (9 buts)                     | 1/8 f           | -                 | -           | -                       | -                       |
| 1967-68                           | D1          | 2e           | 49          | 22          | 10          | 7           | 5           | 28          | 21          | +7          | Hamida (9 buts)                    | 1/8 f           | -                 | -           | -                       | -                       |
| 1968-69                           | D1          | 2e           | 50          | 22          | 12          | 4           | 6           | 35          | 16          | +19         | Fréha (15 buts)                    | 1/2 f           | -                 | -           | -                       | -                       |
| 1969-70                           | D1          | 7e           | 42          | 22          | 8           | 4           | 10          | 25          | 31          | -6          | Fréha (11 buts)                    | 1/8 f           | -                 | -           | -                       | -                       |
| 1970-71                           | D1          | Champion     | 67          | 22          | 12          | 13          | 5           | 36          | 29          | +7          | Hamel (15 buts)                    | 1/8 f           | -                 | -           | -                       | -                       |
| Mouloudia Chaâbia Ouahrania (MCO) |             |              |             |             |             |             |             |             |             |             |                                    |                 |                   |             |                         |                         |
| 1971-72                           | D1          | 4e           | 52          | 30          | 12          | 6           | 4           | 38          | 26          | +12         | Belkedrouci (12 buts)              | 1/8 f           | -                 | -           | Maghreb C.Champions     | 4e                      |
| 1972-73                           | D1          | 9e           | 59          | 30          | 11          | 8           | 11          | 48          | 40          | +8          | Belkedrouci (14 buts)              | 1/8 f           | -                 | -           | -                       | -                       |
| 1973-74                           | D1          | 8e           | 61          | 30          | 11          | 9           | 10          | 50          | 51          | -1          | H.Chaib (17 buts)                  | 1/4 f           | -                 | -           | -                       | -                       |
| 1974-75                           | D1          | 3e           | 67          | 30          | 14          | 9           | 7           | 53          | 42          | +11         | Belkedrouci (18 buts)              | Vainqueur       | -                 | -           | -                       | -                       |
| 1975-76                           | D1          | 9e           | 61          | 30          | 12          | 7           | 11          | 57          | 50          | +7          | -                                  | 1/16 f          | -                 | -           | Maghreb C.Coupes        | 1/4 f                   |
| 1976-77                           | D1          | 4e           | 62          | 26          | 13          | 10          | 3           | 53          | 36          | +17         | -                                  | 1/16 f          | -                 | -           | -                       | -                       |
| Mouloudia Pétroliers d'Oran (MPO) |             |              |             |             |             |             |             |             |             |             |                                    |                 |                   |             |                         |                         |
| 1977-78                           | D1          | 8e           | 52          | 26          | 8           | 10          | 8           | 32          | 27          | +5          | -                                  | 1/2 f           | -                 | -           | -                       | -                       |
| 1978-79                           | D1          | 3e           | 58          | 26          | 12          | 8           | 6           | 28          | 15          | +13         | Belloumi (11 buts)                 | 1/2 f           | -                 | -           | -                       | -                       |
| 1979-80                           | D1          | 6e           | 63          | 28          | 10          | 11          | 7           | 28          | 27          | +1          | -                                  | 1/8 f           | -                 | -           | -                       | -                       |
| 1980-81                           | D1          | 9e           | 56          | 28          | 9           | 10          | 11          | 34          | 37          | -3          | -                                  | 1/2 f           | -                 | -           | -                       | -                       |
| 1981-82                           | D1          | 5e           | 62          | 30          | 11          | 10          | 9           | 39          | 26          | +13         | -                                  | 1/8 f           | -                 | -           | -                       | -                       |
| 1982-83                           | D1          | 5e           | 59          | 30          | 9           | 12          | 9           | 29          | 26          | +3          | -                                  | 1/4 f           | -                 | -           | -                       | -                       |
| 1983-84                           | D1          | 10e          | 58          | 30          | 9           | 10          | 11          | 24          | 24          | 0           | -                                  | Vainqueur (2)   | -                 | -           | -                       | -                       |
| 1984-85                           | D1          | 2e           | 82          | 38          | 17          | 10          | 11          | 38          | 35          | +3          | -                                  | Vainqueur (3)   | -                 | -           | CAF C.Coupes            | 2e tour                 |
| 1985-86                           | D1          | 5e           | 77          | 38          | 14          | 11          | 13          | 40          | 31          | +9          | Benmimoun (14 buts)                | 1/2 f           | -                 | -           | CAF C.Coupes            | 2e tour                 |
| 1986-87                           | D1          | 2e           | 43          | 38          | 13          | 17          | 8           | 37          | 30          | +07         | Benmimoun (13 buts)                | 1/32 f          | -                 | -           | -                       | -                       |
| Mouloudia d'Oran (MO)             |             |              |             |             |             |             |             |             |             |             |                                    |                 |                   |             |                         |                         |
| 1987-88                           | D1          | Champion (2) | 41          | 34          | 16          | 9           | 9           | 44          | 28          | +16         | Meziane (18 buts)                  | 1/2 f           | -                 | -           | UAFA C.Champions        | Tour qualif.            |
| 1988-89                           | D1          | 7e           | 29          | 30          | 11          | 7           | 12          | 35          | 31          | +4          | Meziane (10 buts)                  | 1/2 f           | -                 | -           | CAF C.Champions         | Finaliste               |
| Mouloudia Club d'Oran (MCO)       |             |              |             |             |             |             |             |             |             |             |                                    |                 |                   |             |                         |                         |
| 1989-90                           | D1          | 2e           | 36          | 30          | 14          | 8           | 8           | 46          | 27          | +19         | Meziane (10 buts)                  | Non jouée       | -                 | -           | -                       | -                       |
| 1990-91                           | D1          | 10e          | 29          | 30          | 10          | 9           | 11          | 40          | 40          | 0           | Tasfaout (9 buts)                  | 1/2 f           | -                 | -           | -                       |                         |
| 1991-92                           | D1          | Champion (3) | 39          | 30          | 16          | 7           | 7           | 55          | 33          | +22         | Tasfaout (17 buts)                 | 1/4 f           | 1/4 f             | Finaliste   | -                       | -                       |
| 1992-93                           | D1          | Champion (4) | 38          | 30          | 15          | 8           | 7           | 43          | 27          | +16         | Tasfaout (15 buts)                 | Non jouée       | -                 | -           | CAF C.Champions         | 1/4 f                   |
| 1993-94                           | D1          | 9e           | 30          | 30          | 10          | 10          | 10          | 24          | 29          | -5          | Goual (7 buts)                     | 1/2 f           | -                 | -           | CAF C.Champions         |                         |
| 1994-95                           | D1          | 2e           | 35          | 30          | 13          | 9           | 8           | 42          | 28          | +14         | Tasfaout (18 buts)                 | 1/32 f          | -                 | -           | -                       | -                       |
| 1995-96                           | D1          | 2e           | 58          | 30          | 17          | 7           | 6           | 39          | 24          | +15         | Meziane (9 buts)                   | Vainqueur (4)   | Vainqueur         | -           | Coupe CAF               | 1/4 f                   |
| 1996-97                           | D1          | 2e           | 55          | 30          | 17          | 4           | 9           | 49          | 26          | +23         | Gaid (8 buts)                      | 1/32 f          | -                 | -           | UAFA C.Coupes           | Vainqueur               |
| 1996-97                           | D1          | 2e           | 55          | 30          | 17          | 4           | 9           | 49          | 26          | +23         | Gaid (8 buts)                      | 1/32 f          | -                 | -           | CAF C.Coupes            | 1/4 f                   |
| 1997-98                           | D1-Gr.A     | 4e           | 18          | 14          | 5           | 3           | 6           | 20          | 19          | +1          | Meziane (4 buts)                   | Finaliste       | 1/16 f            | -           | UAFA C.Coupes           | Vainqueur (2)           |
| 1997-98                           | D1-Gr.A     | 4e           | 18          | 14          | 5           | 3           | 6           | 20          | 19          | +1          | Meziane (4 buts)                   | Finaliste       | 1/16 f            | -           | UAFA Supercoupe         | 4e                      |
| 1997-98                           | D1-Gr.A     | 4e           | 18          | 14          | 5           | 3           | 6           | 20          | 19          | +1          | Meziane (4 buts)                   | Finaliste       | 1/16 f            | -           | Coupe CAF               | 1er tour                |
| 1998-99                           | D1-Gr.B     | 5e           | 43          | 26          | 12          | 7           | 7           | 44          | 25          | +19         | Guesbaoui (8 buts)                 | 1/32 f          | -                 | -           | UAFA C.Coupes           | P. Groupes              |
| 1998-99                           | D1-Gr.B     | 5e           | 43          | 26          | 12          | 7           | 7           | 44          | 25          | +19         | Guesbaoui (8 buts)                 | 1/32 f          | -                 | -           | UAFA Supercoupe         | Vainqueur               |
| 1999-00                           | D1          | 2e           | 38          | 22          | 14          | 5           | 3           | 41          | 21          | +20         | Meçabih (9 buts)                   | 1/2 f           | Finaliste         | -           | -                       | -                       |
| 2000-01                           | D1          | 8e           | 41          | 30          | 12          | 5           | 13          | 30          | 33          | -3          | Haddou (5 buts) Amrane (5 buts)    | 1/32 f          | -                 | -           | UAFA C.Champions        | Finaliste               |
| 2001-02                           | D1          | 5e           | 45          | 30          | 13          | 6           | 11          | 31          | 28          | +3          | Gaïd (5 buts) Begga (5 buts)       | Finaliste       | -                 | -           | -                       | -                       |
| 2002-03                           | D1          | 6e           | 43          | 30          | 11          | 10          | 9           | 41          | 40          | +1          | B. Daoud (11 buts)                 | 1/2 f           | -                 | -           | -                       | -                       |
| 2003-04                           | D1          | 6e           | 43          | 30          | 12          | 8           | 10          | 34          | 33          | +1          | B. Daoud (10 buts)                 | 1/2 f           | -                 | -           | UAFA L.Champions        | 1er tour                |
| 2004-05                           | D1          | 9e           | 39          | 30          | 10          | 9           | 11          | 36          | 37          | -1          | S. Daoud (10 buts)                 | 1/4 f           | -                 | -           | CAF C.Conf.             | 2e tour                 |
| 2005-06                           | D1          | 12e          | 37          | 30          | 10          | 7           | 13          | 35          | 42          | -7          | Berradja (8 buts)                  | 1/32 f          | -                 | -           | -                       | -                       |
| 2006-07                           | D1          | 6e           | 42          | 30          | 12          | 6           | 12          | 28          | 25          | +3          | Berradja (5 buts) S.Daoud (5 buts) | 1/4 f           | -                 | -           | -                       | -                       |
| 2007-08                           | D1          | 14e          | 37          | 30          | 10          | 7           | 13          | 28          | 34          | -6          | Berradja (5 buts)                  | 1/4 f           | -                 | -           | UAFA L.Champions        | 1er tour                |
| Mouloudia Club Oranais (MCO)      |             |              |             |             |             |             |             |             |             |             |                                    |                 |                   |             |                         |                         |
| 2008-09                           | D2          | 2e           | 60          | 32          | 17          | 9           | 6           | 33          | 18          | +15         | T. Chaïb (7 buts)                  | 1/8 f           | -                 | -           | -                       | -                       |
| 2009-10                           | D1          | 15e          | 41          | 34          | 10          | 11          | 13          | 33          | 42          | -9          | El Bahari (7 buts)                 | 1/32 f          | -                 | -           | -                       | -                       |
| 2010-11                           | D1          | 7e           | 41          | 30          | 11          | 8           | 11          | 26          | 27          | -1          | Berradja (8 buts)                  | 1/2 f           | -                 | -           | -                       | -                       |
| 2011-12                           | D1          | 13e          | 35          | 30          | 9           | 8           | 13          | 38          | 51          | -13         | Belaïli,El Bahari (8 buts)         | 1/32 f          | -                 | -           | -                       | -                       |
| 2012-13                           | D1          | 12e          | 34          | 30          | 8           | 10          | 12          | 33          | 41          | -8          | Aouedj ,Dagoulou (6 buts)          | 1/2 f           | -                 | -           | -                       | -                       |
| 2013-14                           | D1          | 12e          | 35          | 30          | 9           | 8           | 13          | 33          | 40          | -13         | Benyettou (6 buts)                 | 1/4 f           | -                 | -           | -                       | -                       |
| 2014-15                           | D1          | 3e           | 44          | 30          | 11          | 11          | 8           | 19          | 19          | 0           | Nekkache (4 buts) Zubya (4 buts)   | 1/8 f           | -                 | -           | -                       | -                       |
| 2015-16                           | D1          | 10e          | 40          | 30          | 9           | 13          | 8           | 40          | 35          | +5          | Zubya (13 buts)                    | 1/32 f          | -                 | -           | CAF C.Conf.             | 2e tour                 |
| 2016-17                           | D1          | 7e           | 40          | 30          | 9           | 13          | 8           | 24          | 25          | -1          | Cherif (6 buts) Souibaâh (6 buts)  | 1/16 f          | -                 | -           | -                       | -                       |
| 2017-18                           | D1          | 4e           | 45          | 30          | 12          | 9           | 9           | 40          | 36          | +4          | Tiaïba (8 buts)                    | 1/8 f           | -                 | -           | -                       | -                       |
| 2018-19                           | D1          | 10e          | 36          | 30          | 8           | 12          | 10          | 33          | 38          | -5          | Nadji (8 buts)\|                   | 1/4 f           | -                 | -           | -                       | -                       |
| 2019-20                           | D1          | 8e           | 30          | 22          | 7           | 9           | 6           | 28          | 24          | +4          | Mansouri (5 buts)                  | 1/8 f           | -                 | -           | -                       | -                       |
| 2020-21                           | D1          | 6e           | 60          | 38          | 15          | 15          | 8           | 51          | 37          | +14         | Motrani (7 buts)                   | Non jouée       | 1/4 f             | -           | -                       | -                       |
| 2021-22                           | D1          | 11e          | 46          | 34          | 10          | 16          | 8           | 32          | 29          | +3          | Guenina (8 buts)                   | Non jouée       | -                 | -           | -                       | -                       |
| 2022-23                           | D1          | 10e          | 41          | 30          | 11          | 8           | 11          | 27          | 34          | -7          | Benayad (4 buts)                   | 1/32 f          | -                 | -           | -                       | -                       |
| Mouloudia Club d'Oran (MCO)       |             |              |             |             |             |             |             |             |             |             |                                    |                 |                   |             |                         |                         |
| 2023-24                           | D1          | 12e          | 36          | 30          | 9           | 9           | 12          | 26          | 33          | -7          | Multiple (3 buts)                  | 1/8 f           | -                 | -           | -                       | -                       |
| 2024-25                           | D1          | 8e           | 40          | 30          | 12          | 4           | 14          | 32          | 33          | -1          | Dahar (5 buts)                     | 1/8 f           | -                 | -           | -                       | -                       |
| 2025-26                           | D1          |              | 0           | 0           | 0           | 0           | 0           | 0           | 0           | 0           |                                    | ?               | -                 | -           | -                       | -                       |

Légende
Pts = points; J = joués; G = gagnés; N = nuls; P = perdus; Bp = buts pour; Bc = buts contre; Diff = différence de buts; n.c. : non connu